# Kute Batu Baru
Kute Batu Baru is een bestuurslaag in het regentschap Aceh Tenggara van de provincie Atjeh, Indonesië. Kute Batu Baru telt 657 inwoners (volkstelling 2010).